# Labops hirtus
Labops hirtus är en insektsart som beskrevs av Knight 1922. Labops hirtus ingår i släktet Labops och familjen ängsskinnbaggar. Inga underarter finns listade i Catalogue of Life.